# Месіта (Нью-Мексико)
Месіта (англ. Mesita) — переписна місцевість (CDP) в США, в окрузі Сібола штату Нью-Мексико. Населення — 793 особи (2020).

## Географія
Месіта розташована за координатами 35°0′50″ пн. ш. 107°19′50″ зх. д. / 35.01389° пн. ш. 107.33056° зх. д. (35.013782, -107.330621).  За даними Бюро перепису населення США в 2010 році переписна місцевість мала площу 27,74 км², з яких 27,71 км² — суходіл та 0,04 км² — водойми.

## Демографія
Згідно з переписом 2010 року, у переписній місцевості мешкали 804 особи в 221 домогосподарстві у складі 191 родини. Густота населення становила 29 осіб/км².  Було 236 помешкань (9/км²).
Расовий склад населення:
| - 96,4 % — корінних американців - 1,2 % — білих |

До двох чи більше рас належало 1,5 %. Частка іспаномовних становила 4,5 % від усіх жителів.
За віковим діапазоном населення розподілялося таким чином: 29,1 % — особи молодші 18 років, 59,7 % — особи у віці 18—64 років, 11,2 % — особи у віці 65 років та старші. Медіана віку мешканця становила 32,4 року. На 100 осіб жіночої статі у переписній місцевості припадало 91,0 чоловіків;  на 100 жінок у віці від 18 років та старших — 80,4 чоловіків також старших 18 років.
Середній дохід на одне домашнє господарство  становив 37 100 доларів США (медіана — 40 625), а середній дохід на одну сім'ю — 41 575 доларів (медіана — 41 125). За межею бідності перебувало 40,0 % осіб, у тому числі 49,4 % дітей у віці до 18 років та 34,3 % осіб у віці 65 років та старших.
Цивільне працевлаштоване населення становило 193 особи. Основні галузі зайнятості: освіта, охорона здоров'я та соціальна допомога — 30,1 %, сільське господарство, лісництво, риболовля — 16,1 %, мистецтво, розваги та відпочинок — 15,0 %, публічна адміністрація — 14,5 %.